# Bitò
Bitò, és una tècnica mitjançant la qual es reprodueix una imatge mitjançant la impressió amb dos colors. Bitò, també fa referència al procés de separació del color. Un bitò es compon de dos colors (s'utilitzen dues tintes, sovint negres i de color clar) per a un procés de desplaçament.

## Impressió artesanal
Els processos d'impressió fets a mà, com ara la serigrafia feta a mà, solen utilitzar impressions en dos colors.
L'edició alternativa sol utilitzar impressions en dos colors. Molts fanzines fan servir dos tons, ja sigui per a la coberta o per a l'interior.
També s'imprimeixen molts cartells en dos colors. Per exemple, molts pòsters serigrafiats publicats el maig del 68 tenen dos colors. The Last Cry o Nobrow, per citar alguns, també publiquen regularment pòsters en dos colors.

## Impressió industrial
La majoria de les impressions (especialment en offset) es realitzen en un procés de quatre colors. La separació dels colors del document original (exemple: una fotografia) divideix la imatge en 3 colors primaris (cian, magenta i groc) + negre (CMYK).
Amb el programari d'edició automàtica (com ara Adobe Photoshop o GIMP), el mode bicolor ofereix fins a quatre tintes diferents, a l'elecció de l'usuari. Aquest tipus de reproducció s'utilitza sovint per crear un efecte especial i estalviar el cost d'utilitzar un procés de quatre colors. Sobretot amb imatges com un paisatge nevat que es pot simular gairebé perfectament amb dues tintes. Aquest tipus d'imatge també es pot incorporar a una impressió a quatre colors amb altres imatges en color i ressaltar una imatge en particular. En aquest cas, el procés de dos colors ha d'utilitzar dues de les tintes de quatre colors o bé utilitzar tintes addicionals.
El mode bitò del programari d'edició per ordinador es pot utilitzar per simular una foto sèpia amb un color negre i taronja, així com per crear un fals bitò que simuli la impressió en paper de colors o un efecte artístic que utilitza dos colors de tinta diferents del negre (per tant, fins i tot les zones fosques son de color).

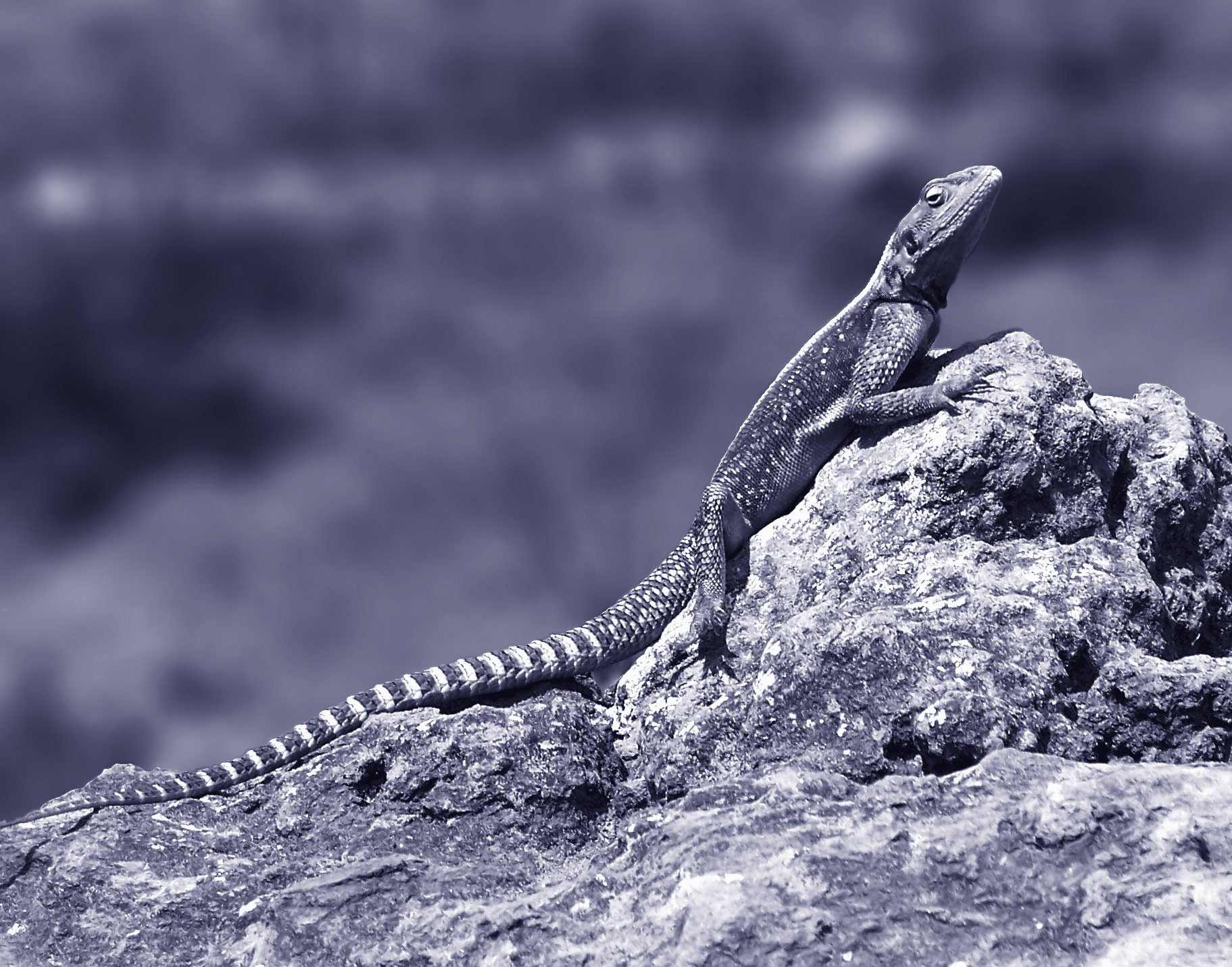
Una imatge de dos colors feta amb tinta negra i tinta Pantone Blue 072 C.
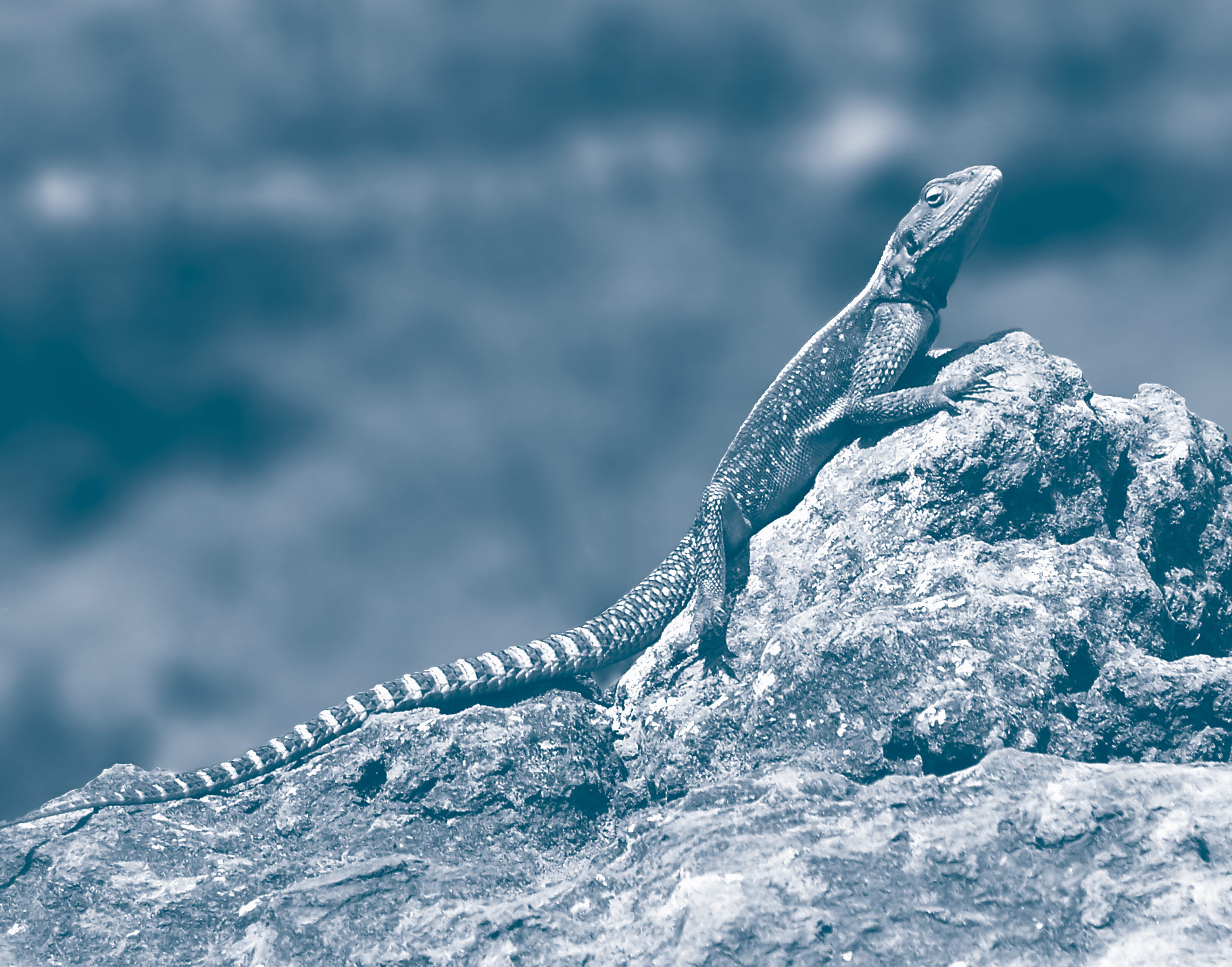
Una imatge de dos colors feta amb tinta Pantone Green C i Pantone Blue 072 C.
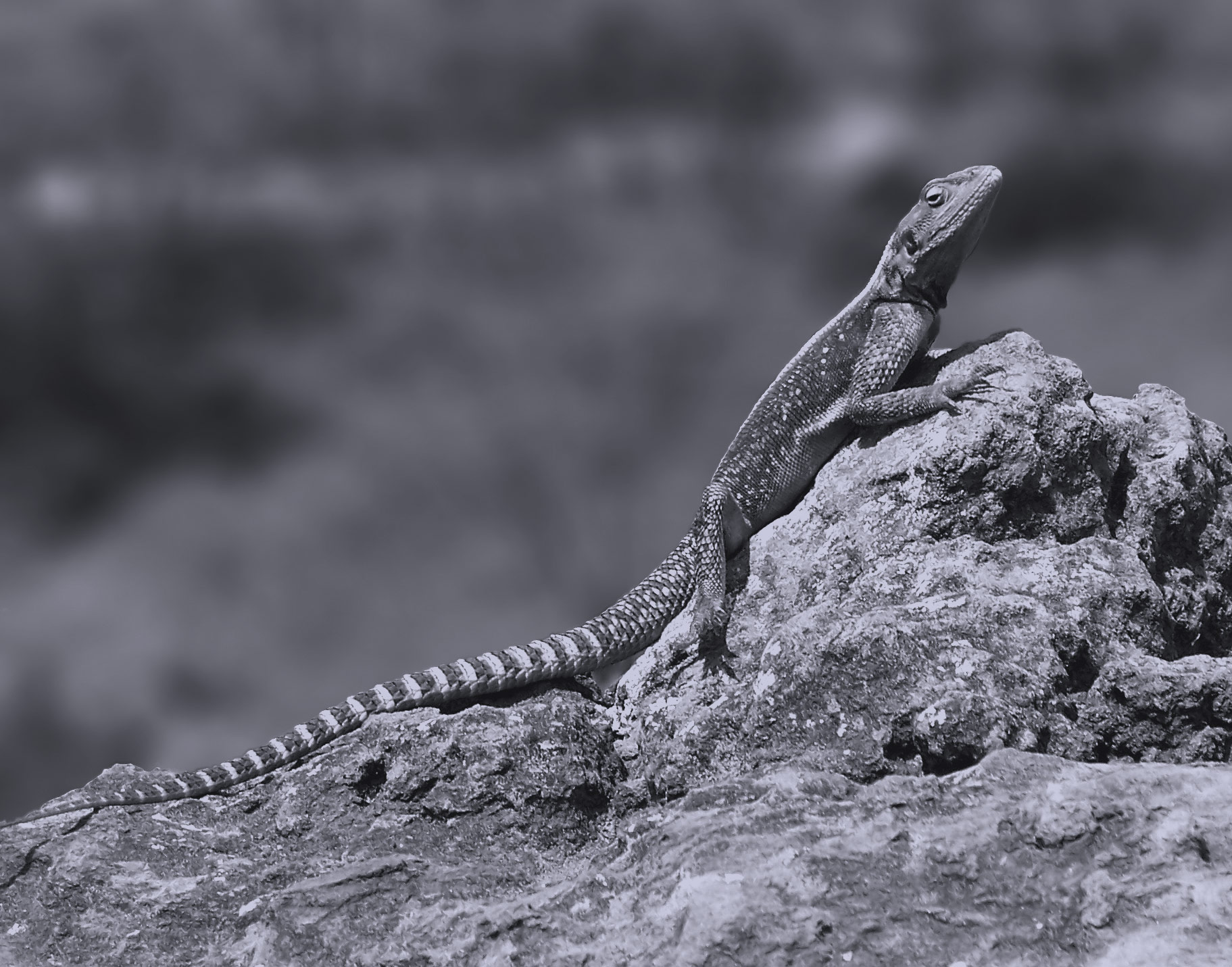
Imatge imitada de dos colors tipus duotó feta amb tinta negra i tinta Pantone Blue 072 C.
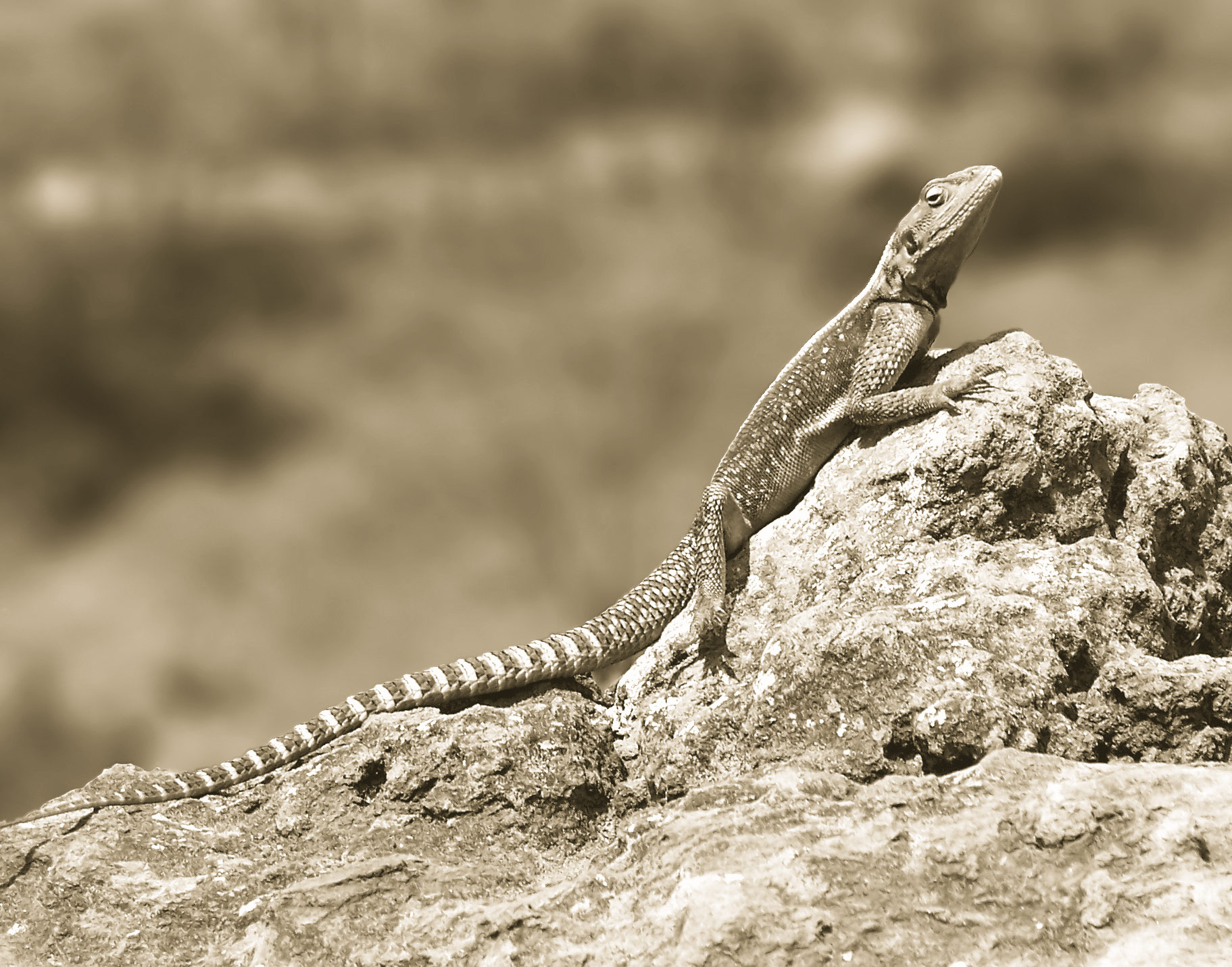
Una imatge de dos colors feta amb tinta negra i tinta Pantone 135 C, simulant l'efecte sèpia.